# DHL-Author/Saison 2010
Dieser Artikel listet Erfolge und Mannschaft des Radsportteams DHL-Author in der Saison 2010 auf.

## Zugänge – Abgänge
| Zugänge             | Team 2009             | Abgänge               | Team 2010                    |
| ------------------- | --------------------- | --------------------- | ---------------------------- |
| Marcin Urbanowski   | Legia-Felt            | Artur Detko           | Aktio Group Mostostal Puławy |
| Mateusz Mróz        | Mróz Continental Team | Robert Radosz         | Aktio Group Mostostal Puławy |
| Wojciech Ziółkowski | Weltour (2008)        | Dariusz Rudnicki      | Aktio Group Mostostal Puławy |
| Patrick Schubert    | Team Isaac Torgau     | Wojcieck Halejak      | Mróz Active Jet              |
| Konrad Czajkowski   | Neoprofi              | Mateusz Komar         | Mróz Active Jet              |
| Radosław Świątek    | Neoprofi              | Marek Rutkiewicz      | Mróz Active Jet              |
| Konrad Tomaszewski  | Neoprofi              | Dariusz Baranowski    | Romet Weltour Debiça         |
|                     |                       | Aleksander Bartlomiej | Unbekannt                    |
|                     |                       | Damian Walczak        | Unbekannt                    |

## Mannschaft
| Name                | Geburtstag       | Nationalität |
| ------------------- | ---------------- | ------------ |
| Konrad Czajkowski   | 11. Februar 1988 | Polen        |
| Piotr Krysman       | 9. Februar 1986  | Polen        |
| Mateusz Mróz        | 9. Januar 1980   | Polen        |
| Radosław Romanik    | 16. Januar 1967  | Polen        |
| Patrick Schubert    | 21. März 1984    | Deutschland  |
| Radosław Świątek    | 13. Februar 1991 | Polen        |
| Konrad Tomaszewski  | 25. Mai 1991     | Polen        |
| Marcin Urbanowski   | 4. November 1988 | Polen        |
| Wojciech Ziółkowski | 17. Oktober 1984 | Polen        |